# Afrephialtes brumhus
Afrephialtes brumhus är en stekelart som beskrevs av Gupta och Tikar 1976. Afrephialtes brumhus ingår i släktet Afrephialtes och familjen brokparasitsteklar. Inga underarter finns listade i Catalogue of Life.